# Jurisdicció militar a Espanya
La jurisdicció militar a Espanya consisteix en el coneixement dels suposats delictes militars. És l'única jurisdicció especial admesa constitucionalment que està integrada en el poder judicial d'Espanya. Per a conciliar l'exigència constitucional d'unitat i especialitat s'establí la Sala Cinquena de lo Militar al Tribunal Suprem d'Espanya, tenint en els nivells inferiors una separació total entre la jurisdicció militar i l'ordinària.
La Llei Orgànica 4/1987, de la Competència i Organització de la Jurisdicció Militar regula aquesta jurisdicció que té les seues peculiaritats.

## Òrgans judicials militars
La Sala de lo Militar del Tribunal Suprem entén els recursos de casació i revisió dins d'aquest àmbit i acceptava una única instància per als procediments oberts contra capitans generals, tinents generals, almiralls i determinats membres dels òrgans judicials castrenses. El control judicial que tenen atribuït és el més elevat en el si de les Forces Armades d'Espanya.
El Tribunal Militar Central té coneixement dels delictes fets per militars amb treball igual o superior a comandant o capità de corbeta o llorejat, funcionari o autoritat amb fur reservat que no arriben a la jurisdicció de la Sala de lo Militar del Tribunal Suprem.
Els Tribunals Militars Territorials tenen coneixement dels procediments instruïts contra els membres de les Forces Armades que estiguen entre el rang de soldat i capità.
La instrucció dels procediments solament la fan els Jutjats Togats Militars, els quals poden ser Centrals, Territorials o ambdues naturaleses alhora.

## Organització territorial
El territori nacional està dividit en cinc zones jurisdiccionals militars, cadascuna amb un Tribunal Militar amb seu a Madrid, Sevilla, Barcelona, Corunya i Santa Cruz de Tenerife. De cada Tribunal Militar en depén un Jutjat Militar.